# Line
Line je japonská freeware aplikace, sociální síť a instant messaging systém umožňující komunikaci prostřednictvím výměny textových zpráv, video přenos, chat, sdílení fotek, volání a další. Spuštěna byla v červnu 2011. Patří japonské společnosti LY Corporation, spoluvlastníky jsou také společnosti SoftBank Group a Naver.
Původně šlo o aplikaci určenou k posílání zpráv a jako VoIP systém, nicméně s narůstající popularitou služby se z aplikace Line postupně stala takzvaná super aplikace, která poskytuje celou řadu internetových služeb jako mobilní peněženku, video na vyžádání (služba Line TV) a digitální komiksy (Webtoon a Line Manga). V roce 2013 se Line stala nejpopulárnější sociální sítí v Japonsku a k roku 2023 ji používalo asi 70 % japonské populace. V zemi se tak stala sociální sítí i z hlediska společenského významu slova.
Kromě Japonska je sociální síť ve větším měřítku používána také v Indonésii, na Tchaj-wanu a v Thajsku.